# Дора 2005.
Дора 2005. је била тринаесто издање хрватске националне селекције Дора. Такмичење се састојало од четвртфинала између 7. и 25. фебруара 2005., два полуфинала 3. и 4. марта 2005. и финала 5. марта 2005. године, а сва су одржана у Студију 10 ХРТ-а у Загребу. Четвртфинале је преносила ХТВ2, а полуфинале и финале ХТВ1. Све емисије емитоване су и путем веб странице емитера.

## Формат
На Дори 2005 која се састојала од три етапе такмичило се двадесет песама. Прва етапа је била четвртфинале где се такмичило двадесет песама са осамнаест најбољих који су се пласирали на такмичење. Друга фаза је била два полуфинала где се у сваком полуфиналу такмичило по девет песама, а седам најбољих је наставило да употпуни поставу од четрнаест песама у финалу. Резултати четвртфинала и полуфинала одређени су јавним телевизијским гласањем и гласовима жирија. Трећа етапа је била финале где је победничка песма бирана у два круга гласања: у првом кругу су биране три најбоље песме путем гласања јавности и жирија, док је други круг (суперфинале) одређивао победника искључиво јавним гласањем. Нерешено у свим фазама је одлучено у корист дела који је добио највише поена од жирија. Јавно гласање је укључивало опције телефонског и СМС гласања.
Жири који је гласао у све три етапе чинили су:
- Александар Костадинов – уредник забавног програма на ХТВ-у
- Јосип Губерина – музички директор ХРТ-а
- Зоран Брајша – музички уредник у ХР
- Никша Братош – музичар
- Лариса Липовац – кореограф
- Невенка Микац – представница Вечерњег листа
- Зринка Ферина – представница Extra

## Пријаве
ХРТ је у сарадњи са дискографским кућама директно позвао двадесет уметника и песама да учествују на конкурсу. Конкурсне пријаве су објављене 27. јануара 2005. године, а међу извођачима су били Оља Дешић из Фиуменса која је представљала Хрватску на Песми Евровизије 1993. у оквиру групе Пут, Магазина који је представљао Хрватску на Песми Евровизије 1995., Данијела Мартиновић која је представљала Хрватску на Песми Евровизије 1995. Песма Евровизије 1995. у оквиру Магазина и 1998. Горан Каран који је представљао Хрватску на Песми Евровизије 2000. и Весна Писаровић која је представљала Хрватску на Песми Евровизије 2002. године.
| Извођач                         | Песма                      |
| ------------------------------- | -------------------------- |
| 4 аса                           | "Ја немам права"           |
| Андреа                          | "Људи с мора"              |
| Борис Новковић                  | "Вукови умиру сами"        |
| Данијела                        | "За тебе рођена"           |
| ЕТ                              | "Ја нисам та"              |
| Емина Араповић                  | "Па шта"                   |
| Ђулијано                        | "Добро дошла си"           |
| Горан Каран                     | "Бијеле заставе"           |
| Ибрица Јусић                    | "Сутра бит ће прекасно"    |
| Ивана Киндл                     | "Твоја љубав мени припада" |
| Ивана Радовниковић              | "Понеси ме"                |
| Жак Хоудек                      | "Непобједива"              |
| Лука Нижетић и Клапа Носталгија | "Прољеће"                  |
| Магазин                         | "Назарет"                  |
| Нено Белан и Фјуменс            | "Хеј"                      |
| Рикардо                         | "Ни киви, ни манго"        |
| Саша, Тин и Кеџо                | "Зашто"                    |
| Songkillers                     | "Утјеха"                   |
| Весна Писаровић                 | "Пробуди ми љубав"         |
| Жанамари                        | "Како да те волим"         |

## Вечери

### Четвртфинале
У периоду од 7. до 18. фебруара 2005. године такмичари су изводили своје радове уживо у оквиру десет емисија Коме звони Дора чији су водитељи били Мирко Фодор и Златко Туркаљ. Осамнаест учесника квалификација за полуфинале одређено је комбинацијом 50/50 гласова седмочланог жирија и јавног гласања одржаног између 21. и 24. фебруара 2005. и објављено на конференцији за новинаре 25. фебруара 2005.
| Датум приказивања | Редослед | Песма                      | Бодова | Место |
| ----------------- | -------- | -------------------------- | ------ | ----- |
| 7. фебруар 2005   | 1        | "Непобједива"              | 24     | 8     |
| 7. фебруар 2005   | 2        | "Па шта"                   | 19     | 12    |
| 8. фебруар 2005   | 3        | "За тебе рођена"           | 32     | 4     |
| 8. фебруар 2005   | 4        | "Пробуди ми љубав"         | 9      | 18    |
| 9. фебруар 2005   | 5        | "Назарет"                  | 28     | 6     |
| 9. фебруар 2005   | 6        | "Утјеха"                   | 6      | 20    |
| 10. фебруар 2005  | 7        | "Сутра бит ће прекасно"    | 16     | 13    |
| 10. фебруар 2005  | 8        | "Људи с мора"              | 30     | 5     |
| 11. фебруар 2005  | 9        | "Ја немам права"           | 28     | 6     |
| 11. фебруар 2005  | 10       | "Зашто"                    | 20     | 11    |
| 14. фебруар 2005  | 11       | "Вукови умиру сами"        | 36     | 2     |
| 14. фебруар 2005  | 12       | "Како да те волим"         | 33     | 3     |
| 15. фебруар 2005  | 13       | "Ја нисам та"              | 8      | 19    |
| 15. фебруар 2005  | 14       | "Бијеле заставе"           | 22     | 10    |
| 16. фебруар 2005  | 15       | "Ни киви, ни манго"        | 10     | 16    |
| 16. фебруар 2005  | 16       | "Твоја љубав мени припада" | 12     | 15    |
| 17. фебруар 2005  | 17       | "Хеј"                      | 10     | 16    |
| 17. фебруар 2005  | 18       | "Понеси ме"                | 24     | 8     |
| 18. фебруар 2005  | 19       | "Добро дошла си"           | 14     | 14    |
| 18. фебруар 2005  | 20       | "Прољеће"                  | 39     | 1     |

### Полуфинала
Два полуфинала одржана су 3. и 4. марта 2005. године, а домаћини су били Душко Ћурлић и Роберт Ферлин, а Мирко Фодор и Златко Туркаљ су угостили сегменте из грин собе. Седам кандидата за финале из сваког полуфинала одређено је комбинацијом 50/50 гласова седмочланог жирија и јавног гласања.
Поред извођења такмичарских пријава, као интервални чин током првог полуфинала наступила је плесна група „Ритам плеса“, док суТони Цетински, Дорис Драговић, Јасна Злокић, Масимо, Натали Диздар и Петар Грашо наступили су у паузи у другом полуфиналу.
| Редослед | Песма                   | Жири | Публика | Укупно | Место |
| -------- | ----------------------- | ---- | ------- | ------ | ----- |
| 1        | "Како да те волим"      | 6    | 5       | 11     | 4     |
| 2        | "Ни киви, ни манго"     | 2    | 3       | 5      | 8     |
| 3        | "Па шта"                | 3    | 4       | 7      | 7     |
| 4        | "Сутра бит ће прекасно" | 5    | 2       | 7      | 6     |
| 5        | "За тебе рођена"        | 8    | 7       | 15     | 2     |
| 6        | "Зашто"                 | 4    | 6       | 10     | 5     |
| 7        | "Хеј"                   | 1    | 1       | 2      | 9     |
| 8        | "Људи с мора"           | 7    | 8       | 15     | 3     |
| 9        | "Вукови умиру сами"     | 9    | 9       | 18     | 1     |

| Редослед | Песма                      | Жири | Публика | Укупно | Место | Place |
| -------- | -------------------------- | ---- | ------- | ------ | ----- | ----- |
| 1        | "Пробуди ми љубав"         | 4    | 4       | 8      | 6     | 6     |
| 2        | "Бијеле заставе"           | 6    | 3       | 9      | 5     | 5     |
| 3        | "Твоја љубав мени припада" | 1    | 1       | 2      | 9     | 9     |
| 4        | "Ја немам права"           | 2    | 6       | 8      | 7     | 7     |
| 5        | "Добро дошла си"           | 3    | 2       | 5      | 8     | 8     |
| 6        | "Понеси ме"                | 5    | 8       | 13     | 4     | 4     |
| 7        | "Непобједива"              | 8    | 5       | 13     | 3     | 3     |
| 8        | "Назарет"                  | 9    | 7       | 15     | 1     | 1     |
| 9        | "Прољеће"                  | 7    | 9       | 15     | 2     | 2     |

### Финале
Финале је одржано 5. марта 2005. године, домаћини су били Душко Ћурлић и Роберт Ферлин, а Мирко Фодор и Златко Туркаљ су угостили сегменте из греен роом-а. Победник је изабран у два круга гласања. У првом кругу, комбинација 50/50 гласова седмочланог жирија и јавног телевизијског гласања одабрала су три најбоља кандидата за пролазак у други круг, суперфинале. У суперфиналу је победник „Вукови умиру сами“ у извођењу Бориса Новковића са Ладом одређен искључиво јавним гласањем. Поред извођења такмичарских песама, Бјорн Агаин и Иван Микулић наступили су у паузи током емисије. 
| Редослед | Песма                   | Жири | Публика | Укупно | Место |
| -------- | ----------------------- | ---- | ------- | ------ | ----- |
| 1        | "Сутра бит ће прекасно" | 9    | 1       | 10     | 12    |
| 2        | "Па шта"                | 3    | 3       | 6      | 13    |
| 3        | "Како да те волим"      | 8    | 4       | 12     | 9     |
| 4        | "Пробуди ми љубав"      | 2    | 2       | 4      | 14    |
| 5        | "Ја немам права"        | 1    | 10      | 11     | 11    |
| 6        | "Понеси ме"             | 5    | 11      | 16     | 7     |
| 7        | "Непобједива"           | 12   | 6       | 18     | 4     |
| 8        | "Људи с мора"           | 10   | 8       | 18     | 5     |
| 9        | "Бијеле заставе"        | 7    | 7       | 14     | 8     |
| 10       | "Зашто"                 | 6    | 5       | 11     | 10    |
| 11       | "За тебе рођена"        | 11   | 9       | 20     | 3     |
| 12       | "Прољеће"               | 4    | 13      | 17     | 6     |
| 13       | "Вукови умиру сами"     | 13   | 14      | 27     | 1     |
| 14       | "Назарет"               | 14   | 12      | 26     | 2     |

| Редослед | Извођач             | Песма               | Песма  | Место |
| -------- | ------------------- | ------------------- | ------ | ----- |
| 1        | Данијела Мартиновић | "За тебе рођена"    | 8,424  | 3     |
| 2        | Борис Новковић      | "Вукови умиру сами" | 42,815 | 1     |
| 3        | Магазин             | "Назарет"           | 18,141 | 2     |